# Marina Valdemarsdotter av Sverige
Marina Valdemarsdotter av Sverige (i vissa källor kallad Marianne Valdemarsdotter) var en svensk prinsessa och grevinna av Diepholz som levde under 1200-talet. Hon var dotter till kung Valdemar Birgersson och Sofia Eriksdotter av Danmark. 
Marina Valdemarsdotter gifte sig med Rudolf av Diepholz i Nyköping i Södermanland år 1285.